# 福岡塔
33°35′36″N 130°21′05″E / 33.5932642°N 130.3515144°E

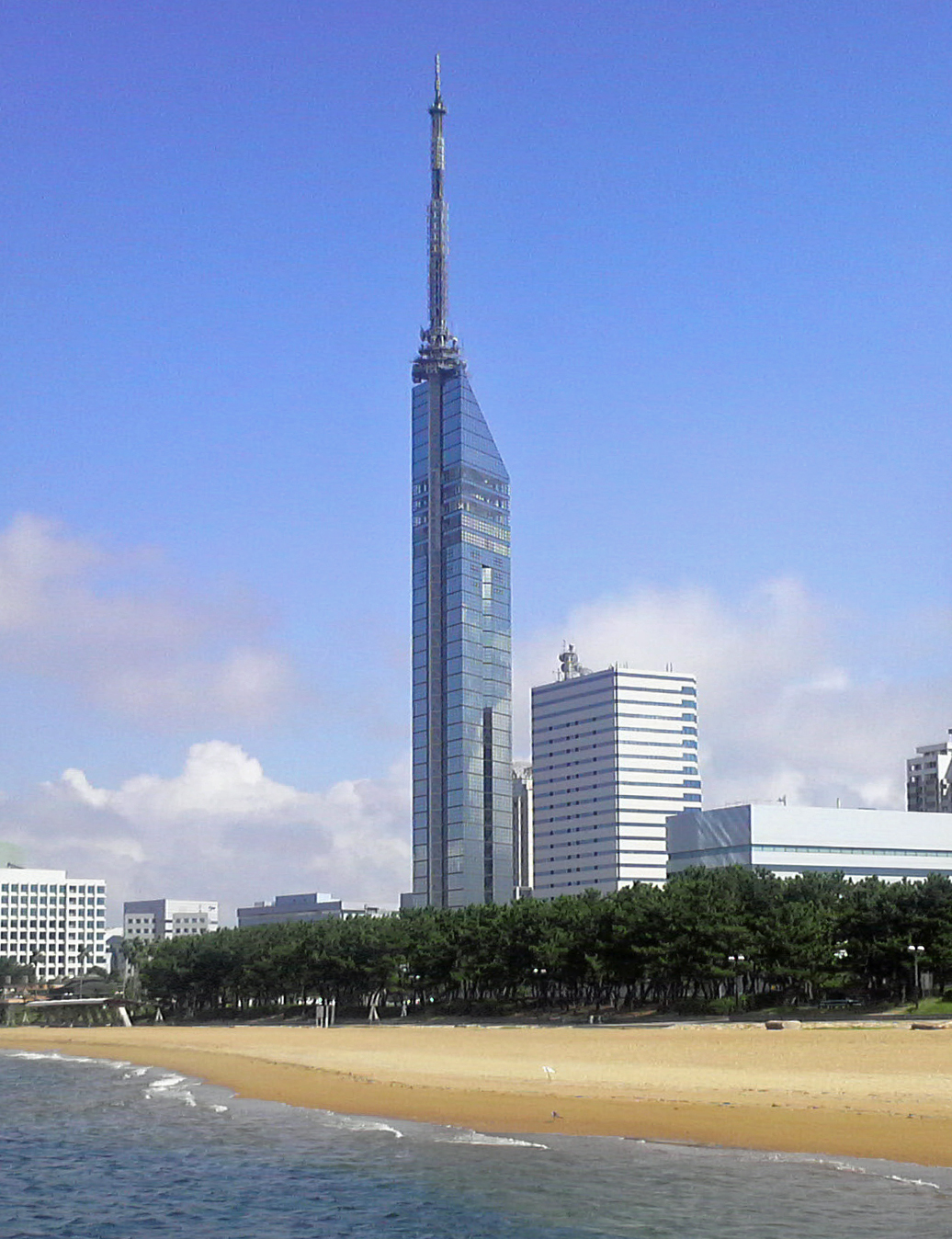
側面外觀

福岡塔（日语：／ Fukuoka Tawā */?）是一棟位於日本福岡市早良區海濱百道地區的電波塔，高234米，是日本最高的海濱塔，也是日本次於東京天空樹和東京塔的第三高塔。福岡塔是為迎接1989年亞洲太平洋博覽會而興建，由福岡市和當地有力企業共同出資的福岡塔股份公司（福岡タワー株式会社）運營，是全日本塔協議會的加盟塔之一。

## 概要
福岡塔於1988年開工，修建耗時450天，於1989年3月竣工並開始營業。竣工一年之後，福岡塔的參觀人數就超過100萬人。1996年超過500萬人，2010年超過1,000萬人。建築的設計者是日建設計。
NHK福岡放送局（電視、FM廣播）、RKB電視台、KBC電視台、西日本電視台的福岡主局電波發射設施設在福岡塔。福岡縣自2006年開始播出數位電視之後，包括福岡放送、TVQ九州放送在內的福岡縣所有電視台均以福岡塔為信號發射地點。此外，民營廣播電台CROSS FM、LOVE FM也在福岡塔設有電波發射裝置。
福岡塔最高處的瞭望台高123米，乘坐電梯只需70秒就可到達，可在此一覽福岡市區全景。該瞭望台可承受震度7級的地震及時速63米的風速。福岡塔的地下部分重25,000噸，地上部分重3,500噸。塔身外觀由8000面分光鏡覆蓋，為正三角形柱狀。三角柱上部形似福岡市市徽。福岡塔在每年的聖誕節及七夕時期均會進行點燈裝飾，最上層的牆壁則會使用電光告示牌呈現繪畫的效果。福岡塔在黃金週和體育之日時期會開放緊急用樓梯，舉辦自1層爬577級樓梯至瞭望台的活動。
福岡塔內普通民眾可以進入部分共有五層。一層是出入口及多目的大廳，並設有餐廳「煉瓦俱樂部」。二層亦是大廳。三層和五層均是瞭望台，兩者之間的四層是咖啡廳。

## 電視信號發射
福岡縣內各電視台均以福岡塔作為電波發射地點，播出範圍覆蓋超過93萬戶民眾，發射機功率輸出為3千瓦。
| 遙控器頻道 | 電視台       | 無線電台呼號 | 物理頻道 | 發射機功率輸出 | 有效輻射功率 | 播出對象地區 | 播出地區內戶 | 播出開始日    |
| ---------- | ------------ | ------------ | -------- | -------------- | ------------ | ------------ | ------------ | ------------- |
| 1          | 九州朝日放送 | JOIF-DTV     | 31       | 3kW            | 6.7kW        | 福岡縣       | 87万0863世帯 | 2006年12月1日 |
| 2          | NHK福岡教育  | JOLB-DTV     | 22       | 3kW            | 7.2kW        | 全日本       | 87万0863世帯 | 2006年4月1日  |
| 3          | NHK福岡綜合  | JOLK-DTV     | 28       | 3kW            | 6.9kW        | 福岡縣西部   | 87万0863世帯 | 2006年4月1日  |
| 4          | RKB毎日放送  | JOFR-DTV     | 30       | 3kW            | 6kW          | 福岡縣       | 87万0863世帯 | 2006年7月1日  |
| 5          | 福岡放送     | JOFH-DTV     | 32       | 3kW            | 6.6kW        | 福岡縣       | 87万0863世帯 | 2006年7月1日  |
| 7          | TVQ九州放送  | JOTY-DTV     | 26       | 3kW            | 6.6kW        | 福岡縣       | 87万0863世帯 | 2006年7月1日  |
| 8          | 西日本電視台 | JOJY-DTV     | 34       | 3kW            | 6.4kW        | 福岡縣       | 87万0863世帯 | 2006年7月1日  |

## 吉祥物
2008年5月1日，為紀念福岡塔在2009年3月迎來開業20週年，福岡塔發布了吉祥物。名稱中的取自於日文中「福岡」（フクオカ）的首個假名，而取自日文中「塔」（タワー）的首個假名。フータくん的身高是234厘米，由來於福岡塔高234米。

## 外部連結
- 官方網站 （页面存档备份，存于）